# Nakamichi
Nakamichi (яп. ナカミチ) — японська компанія, яка була заснована у 1948 році. У 1973–1993 роках Nakamichi, під керівництвом братів, радіоінженерів Ецуро і Ніро Накамічі, стала провідним розробником і виробником зразкових касетних дек. У 1993, зі згасанням попиту на касетну техніку, компанія припинила її випуск і, не знайшовши нові ніші на ринку, фактично припинила існування до кінця 1990-х років. Торгова марка Nakamichi перейшла до гонконгзької компанії Grande Holdings, а Ніро Накамічі заснував власну компанію, Niro Nakamichi. У наші дні під маркою Nakamichi випускається масова аудіотехніка.

## Становлення:1948–1973
Ецуро Накаміті, в роки Другої світової війни — радіоінженер японського флоту, заснував Nakamichi Research в 1948 році. У 1957 Nakamichi випустив для японського ринку перший, котушковий, магнітофон Fidela. У 1969 Nakamichi стала першою японською компанією, що отримала ліцензію на застосування Dolby B. У 1960-ті і першу половину 1970-х років торгова марка Nakamichi була мало відома за межами Японії; на американському ринку її продукти продавалися з 1967 року під марками Ampex, Harman/Kardon та ін.

## Розквіт:1973–1993
З появою в 1964 році компакт-касет Ецуро і Ніро зробили ставку на новий формат, і до 1973 року запропонували ринку моделі 1000 і 700, що були на той момент найкращими касетними деками. У подальшому, аж до 1993 року, флагманські моделі Nakamichi, по суті, визначали технологічну стелю магнітного звукозапису свого часу. При цьому, починаючи з 1979, одночасно проводилися два «флагмани» з приблизно рівними можливостями по звуку; в одного з них управління калібруванням було автоматизованим, у іншого — повністю ручним.
- 1973–1984: Nakamichi 1000. Крім двохвального механізму протягування стрічки, наскрізного тракту з роздільними головками запису і відтворення і системи шумозаглушення, моделі 1000 і 700 мали вбудовані засоби калібрування підмагнічування, виставлення номінального рівня запису і азимута кута установки головок. У наступні роки калібрування підмагнічування і (значно рідше) рівня запису з'явилася і у конкурентів, але оперативна корекція кута установки головок назавжди залишилася «родзинкою» Nakamichi. Модель 1000 першого покоління, з ручним калібруванням рівнів, була знята з виробництва вже в 1977; її нові версії продовжували випускати малими партіями в 1978–1984, незалежно від виходу на ринок новітніх флагманських моделей. Nakamichi 1000ZXL Limited виготовлення 1981 року, з золотим покриттям лицьової панелі і елементів механізму протягування стрічки, корпусом з червоного дерева, з повністю комп'ютеризованою калібрацією по чотирьох частотах і автоматичною установкою азимута, стала своєрідним неперевершеним піком касетних дек, і одночасно, найдорожчою моделлю фірми, розрахованою на приватного покупця (вартість становила близько 6000 доларів). При цьому аж до 1984 року вона комплектувалася тільки Dolby B, а Dolby C можна було скористатися тільки через зовнішній блок шумозаглушення.

- 1978–1981: Nakamichi 580. Якщо верхні моделі 700/700II/1000/1000II поставлялися в «шафі», то, починаючи з моделі 580, простіші (в класифікації Nakamichi) моделі стали випускатися в низькому «стійковому» корпусі. У моделей другого покоління, запущених у серію в 1979 році (480/481/482/481Z/482Z/581/582/582Z/660ZX/670ZX/680/680ZX) вперше з'явилася насадка на головку відтворення, які відсували фетрову притискну подушку (стандартний елемент компакт-касети, який притискує стрічку до голівки) від стрічки — натяг стрічки задавався двома провідними валами, а подушка, на думку інженерів Nakamichi, стала просто заважати рівномірному руху стрічки по голівках. Надалі, це рішення застосовувалося у Nakamichi на всіх моделях які випускалися, включаючи моделі з двома головками. Починаючи з моделі 582Z, в стандартному оснащенні з'являється Dolby C, а входи і виходи для підключення зовнішнього блоку шумозаглушення зникають через непотрібність.

- 1980–1982: Nakamichi 700ZXL. Разом з 700ZXE, яка випускалася всього два роки (1981–1982) і 1000ZXL (1979–1984) загальновизнано вважаються касетними деками другого покоління, впритул підійшли до звучання котушкових магнітофонів. Nakamichi 700ZXL повністю комп'ютеризована касетна дека з калібруванням стрічок за трьома частотами і автоматичною установкою азимута. Їх молодші спадкоємці-Nakamichi LX5 (1981–1984) і дека з двома головками — Nakamichi LX3 (1982–1984).

- 1981–1984: Nakamichi ZX7. З випуском в 1981 моделі ZX7, і в 1982 моделі вже третього покоління — ZX9 і одночасним випуском моделі другого покоління 1000ZXL розвиток касетної технології, по суті, вичерпало себе: була досягнута межа за якістю звучання; всі наступні зміни впливали або на зручність користувача, або на собівартість виробника. З цього моменту почав скорочуватися розрив між Nakamichi та виробниками масових марок, які незабаром наздогнали лідера якщо не за якістю звуку, то за функціональністю і чисельними показниками. Унікальною особливістю ZX7 і її модифікованої моделі ZX9 була наявність трьох паралельних блоків калібрування — на кожен тип стрічки був свій набір регулювальних потенціометрів. Всі регулювання, включаючи установку азимута головки (на відміну від моделей 681XZ/682ZX/700ZXE/700ZXL/1000ZXL) залишалися повністю ручними.

- 1982–1993: Nakamichi Dragon. Dragon випускався більше за всіх інших моделей Nakamichi. Dragon унікальний серед флагманських моделей наявністю автореверса. За цю зручність довелося розплатитися особливо складним механізмом, унікальною голівкою і ускладненням електронного тракту. Він мав автоматичне регулювання азимута і повністю ручні регулювання калібрації на три типи магнітних стрічок. Dragon — модель другого покоління касетних дек фірми Nakamichi.

- 1986–1993: Nakamichi CR7. У 1986, паралельно з Dragon, була запущена «звичайна» (без реверсу) флагманська модель, вже третього покоління, — CR7 і її спрощена версія CR5. Nakamichi CR7 перших років випуску виявилися не настільки надійними. Пізні CR7, в яких недолік був виправлений, стали найкращими з останнього покоління касетниками, нарівні з конкуруючим Tandberg 3014 і TEAC Z6000/Z7000.

Паралельно з перерахованими флагманськими моделями, Nakamichi виробляла і машини середнього та нижнього рівня в класифікації Nakamichi (префікси BX, RX, MR, DR); з них найбільш відомі деки з системою UDAR (префікс RX) — «одностороннім автореверсом», який фізично перевертав касету при незмінному напрямку протягання стрічки.

## Сучасність
У другій половині 1990-х Nakamichi, під керівництвом Ніро Накаміті, вийшла на ринок автомобільної аудіотехніки, а також випустила унікальний на той час шестидисковий комп'ютерний привід CD-ROM. Ні цей, ні інший напрямок не виявився конкурентоспроможним, і в 1998 Ніро Накаміті покинув згасаючу фірму, а в 2002 вона була визнана банкрутом. Перейшовши у власність китайської Grande Holdings, марка продовжила життя.
В наш час[коли?] компанія займається розробкою і випуском телевізорів, домашніх аудіосистем, автомобільних аудіосистем, навушників, домашніх кінотеатрів, DVD-програвачів і Blu-ray-програвачів під маркою «Nakamichi», прагнучи відповідати японській якості колись легендарного бренду.